# Paso de los Libres megye
Paso de los Libres egy megye Argentínában, Corrientes tartományban. A megye székhelye Paso de los Libres.

## Települések
Önkormányzatok és települések (Municipios y comunas)
- Bonpland
- Parada Pucheta
- Paso de los Libres
- Tapebicuá